# Karin Krukkert
Karin Krukkert (1968) is een Nederlandse politiefunctionaris, die per 15 juli 2023 is benoemd tot hoofdcommissaris van de Regionale Eenheid Den Haag.

## Carrière
Krukkert studeerde aan de Nederlandse Politieacademie. Sinds de jaren 90 werkte Krukkert in de eenheid Den Haag. Hier had zij diverse leidinggevende functies, onder meer als teamchef bij de Haagse bureaus Segbroek en Jan Hendrikstraat, waarnemend adjunct-directeur van (het toenmalige) Haaglanden IV en als sectorhoofd in Den Haag Centrum. In januari 2019 maakte ze de overstap naar Eenheid Rotterdam waar zij als Hoofd Operatiën aan de slag ging. In oktober 2019 werd Krukkert in dezelfde eenheid benoemd tot plaatsvervangend politiechef onder commissaris Frank Paauw.
Op 7 juni 2023 werd bekend dat Krukkert op 15 juli 2023 start als hoofdcommissaris van de Politie Eenheid Den Haag. Ze volgde Paul van Musscher op die negen jaar aan het hoofd stond van het korps.